# Magyarszentmiklós, Zala
Magyarszentmiklós (în germană St. Nikolaus) este un sat în districtul Nagykanizsa, județul Zala, Ungaria, având o populație de 273 de locuitori (2011).

## Demografie
Componența etnică a satului Magyarszentmiklós
     Maghiari (71,7%)
     Germani (28,3%)
Componența confesională a satului Magyarszentmiklós
     Romano-catolici (70,33%)
     Fără religie (1,47%)
     Necunoscută (28,21%)
Conform recensământului din 2011, satul Magyarszentmiklós avea 273 de locuitori. Din punct de vedere etnic, majoritatea locuitorilor (71,7%) erau maghiari, cu o minoritate de germani (28,3%).  Din punct de vedere confesional, majoritatea locuitorilor (70,33%) erau romano-catolici, cu o minoritate de persoane fără religie (1,47%). Pentru 28,21% din locuitori nu este cunoscută apartenența confesională.